# Пейсмейкерні клітини

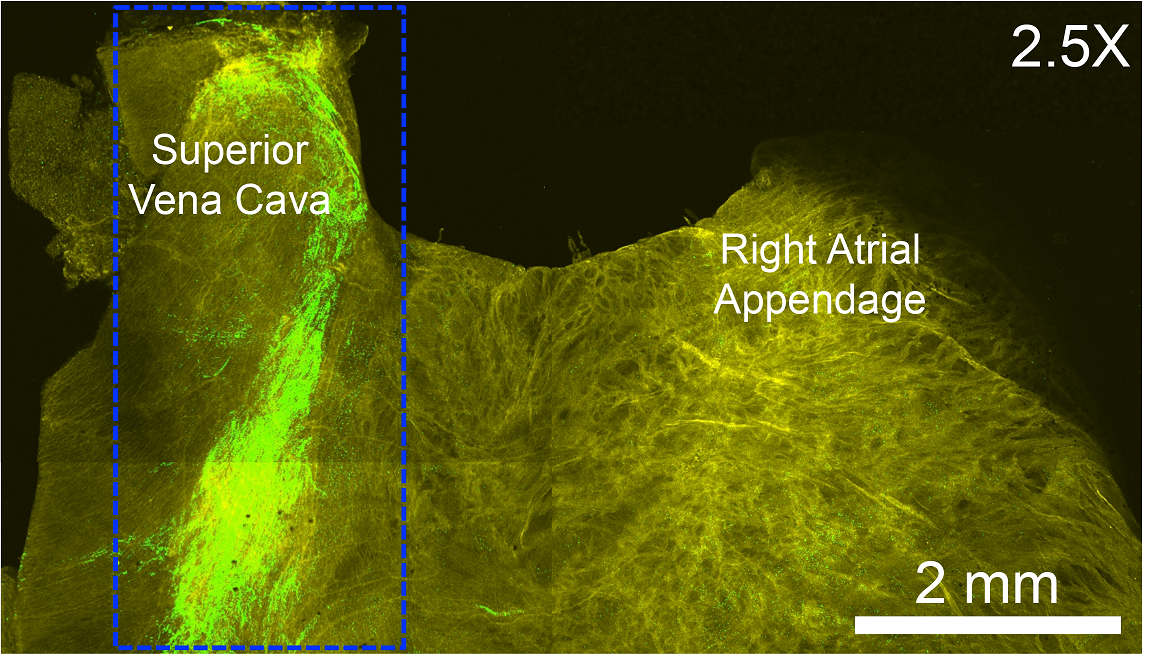
Мишаче серце, імуногістохімія. Кардіоміоцити провідності SA вузла (зелені). Скоротливі кардіоміоцити правого передсердя (жовтий колір).

Пейсмейкерні клітини (також кардіостимулювальні клітини) — це спеціалізовані клітини серцевого м’яза, здатні самостійно виробляти електричні імпульси, які задають ритм і частоту скорочень серця. Вони утворюють природний кардіостимулятор, що координує (узгоджує) електричну активність серця, забезпечуючи синхронну роботу міокарда.
Ці клітини розташовані в певних анатомічних ділянках провідної системи серця, зокрема у синоатріальному (SA) та атріовентрикулярному (AV) вузлах. SA-вузол, здебільшого, є основним джерелом ритму і задає нормальний синусовий ритм. У разі порушення його діяльності, роль генератора імпульсів можуть перебрати нижчі відділи провідної системи, зокрема AV-вузол, пучок Гіса та волокна Пуркінє.

## Вступ
Скорочення серцевого м’яза у всіх тварин спричинюється електричними імпульсами, відомими як потенціали дії. Швидкість, з якою ці імпульси виробляються, визначає частоту серцевих скорочень. Клітини, які створюють ці ритмічні імпульси та задають стрімкість перекачування крові, називаються пейсмейкерними клітинами, і вони безпосередньо узгоджують частоту серцевих скорочень. Вони складають кардіостимулятор, тобто природний кардіостимулятор серця. У більшості людей скупчення клітин кардіостимулятора в синоатріальному (SA) вузлі, є природним кардіостимулятором, а отримуваний там ритм є синусовим ритмом.
У деяких випадках темп задає сторонній кардіостимулятор, якщо пошкоджено вузол SA, або якщо провідна система серця має проблеми. Аритмії серця можуть викликати його блокаду, за якої, скорочення втрачають будь-який корисний ритм. У людей, а інколи й у інших тварин, механічний пристрій, котрий називається штучним кардіостимулятором (або просто «кардіостимулятором»), може використовуватися після пошкодження внутрішньої провідної системи, для примусового вироблення цих імпульсів.

## Електрофізіологічна активність

### Первинний (вузол SA)
Один відсоток кардіоміоцитів у міокарді має здатність мимовільно виробляти електричні імпульси (або потенціали дії).
Особлива частина серця, яка називається синоатріальним вузлом (SA-вузол), відповідає за поширення цих потенціалів передсердями.
Синоатріальний вузол (SA-вузол) — це група клітин, розташованих на стінці правого передсердя, біля входу у верхню порожнисту вену. Ці клітини є модифікованими кардіоміоцитами. Вони мають рудиментарні скоротливі нитки, але мають обмежену скорочувальну здатність порівняно зі скоротливими клітинами серця.
Клітини кардіостимулятора з’єднані з сусідніми скоротливими клітинами крізь щілинні з’єднання, що дозволяє їм локально деполяризувати сусідні клітини. Щілинні з’єднання забезпечують проходження позитивних катіонів від деполяризації пейсмейкерної клітини до сусідніх скоротливих клітин. Це запускає деполяризацію та можливий потенціал дії в скорочувальних клітинах. Наявність кардіоміоцитів, з’єднаних крізь щілинні з’єднання, дозволяє всім скоротливим клітинам серця діяти узгоджено і скорочуватися як єдине ціле. Увесь час синхронізовано з пейсмейкерними клітинами; така властивість дозволяє цим клітинам підтримувати скорочення всіх інших кардіоміоцитів.
Клітини у вузлі SA мимовільно деполяризуються, що зрештою приводить до скорочення приблизно 100 разів на хвилину. Ця природна частота постійно змінюється під дією симпатичних і парасимпатичних нервових волокон через автономну нервову систему так, що середня частота серцевих скорочень у спокої, у дорослих людей становить близько 70 ударів на хвилину. Оскільки синоатріальний вузол відповідає за решту електричної активності серця, його іноді називають первинним кардіостимулятором.

### Вторинний (AV-вузол і пучок Гіса)
Якщо вузол SA не працює належно і не в змозі підтримувати частоту серцевих скорочень, група клітин нижче у серці, стане запасним кардіостимулятором. Ці клітини утворюють атріовентрикулярний вузол (або AV-вузол), який є ділянкою між лівим передсердям і правим шлуночком у міжпередсердній перегородці, та бере на себе відповідальність за кардіостимуляцію.
Клітини АВ-вузла зазвичай, розряджаються зі швидкістю приблизно 40-60 ударів на хвилину і називаються вторинними пейсмейкерними клітинами (кардіостимулятором).
Нижче — провідною системою серця, розташований Пучок Гіса. Ліва і права ніжки цього пучка, а також волокна Пуркінє також вироблятимуть потенціал мимовільної дії зі швидкістю 30-40 ударів на хвилину, тому якщо обидва вузли SA та AV не діють, ці клітини також можуть стати кардіостимуляторами. Важливо розуміти, що ці клітини будуть спонукати потенціали дії та скорочення з набагато нижчою швидкістю, за клітини первинного або вторинного кардіостимулятора.
Оскільки клітини SA-вузла мають найвищу швидкість мимовільної деполяризації, вони задають ритм усій провідній системі серця. Потенціал дії, що виробляється вузлом SA, проходить провідною системою серця і деполяризує інші потенційні клітини-кардіостимулятори (AV-вузла) щоби запустити потенціали дії до того, як ці інші клітини зможуть виробити власний потенціал спонтанної дії, тобто вони скорочуються і поширюють електричні імпульси з темпом, заданим клітинами вузла SA. Це нормальна робота провідної системи серця.